# Стадион Астека
Стадион Астека (шп. Estadio Azteca) налази се у Мексику главном граду Мексика. Стадион је првобитно саграђен за потребе Олимпијских игара 1968. године. Данас се користи као стадион фудбалске репрезентације Мексика и фудбалског клуба Америка. Једини је стадион на свету на којем су одиграна два финала светског првенства у фудбалу, 1970. и 1986. На овом стадиону такође је одиграно и четвртфинале 1986. између Енглеске и Аргентине када је Дијего Армандо Марадона постигао чувени гол руком који је Аргентинце одвео у полуфинале. Са капацитетом од 105.000 места, стадион Астека је највећи стадион у Мексику и пети највећи стадион на свету.